# Диффузионная оптическая визуализация
Метод диффузионной оптической визуализации (ДОВ) использует спектроскопию ближнего инфракрасного (ИК) диапазона или методы, основанные на регистрации флуоресценции. Этот метод имеет широкое применение в таких сферах как: неврология, спортивная медицина, мониторинг ран, диагностика рака. Обычно, метод ДОВ контролирует изменения концентраций оксигемоглобина и дезоксигемоглобина и дополнительно может измерять окислительно-восстановительное состояние цитохромов. Термин ДОВ может упоминаться и как «диффузионная оптическая томография» (ДОТ), «ближняя инфракрасная оптическая томография» или «флуоресцентная диффузионная оптическая томография», в зависимости от области применения.
При построении 3D объёмной модели изображаемого объекта, метод ДОВ называется «диффузная оптическая томография» (ДОТ). Методы двумерного изображения моделей называется диффузная оптическая топография.
В неврологии, где исследования функционального состояния мозга производятся, используя длины волн ближнего ИК диапазона (800 нм — 2500 нм), метод ДОВ можно назвать — функциональный метод спектроскопии ближнего ИК диапазона.